# Teragra vogti
Teragra vogti is een vlinder uit de familie van de Metarbelidae. De wetenschappelijke naam van de soort is voor het eerst gepubliceerd in 1927 door George Thomas Bethune-Baker.
De soort komt voor in Zuid-Afrika.